# Collana Eroica
Collana Eroica è stata una collana editoriale di serie a fumetti di genere bellico pubblicata in formato tascabile dalla Editoriale Dardo in due serie dal 1962 al 1971 .

## Storia editoriale
La collana esordisce nell'ottobre 1962 e viene pubblicata mensilmente per cinque numeri proponendo in albi di grande formato fumetti dell’edizione tascabile inglese; dopo cinque numeri venne chiusa e sostituita con una nuova serie con formato ridotto che verrà pubblicata per 353 numeri pubblicando dal mese successivo alla chiusura della serie precedente storie a fumetti prodotte dall’editrice inglese Fleetway in parte realizzate anche da disegnatori italiani come Rino Albertarelli, Renzo Calegari e Hugo Pratt.
Nel 1965 esordì la collana Super Eroica che ripropose per un lungo periodo storie a fumetti già pubblicate nella Collana Eroica fino a quando, a metà degli anni settanta, non iniziò una produzione autonoma di storie brevi; verrà pubblicata per oltre 700 numeri fino al 1995.
Una selezione delle storie già presentate nella collana Super Eroica venne ristampata nella collana Super Eroica Capolavori dal 1970 al 1995 per 301 numeri.